# Неспелем (Вашингтон)
Неспелем-Ком'юніті (англ. Nespelem) — місто (англ. town) в США, в окрузі Оканоган штату Вашингтон. Населення — 180 осіб (2020).

## Географія
Неспелем-Ком'юніті розташований за координатами 48°10′1″ пн. ш. 118°58′20″ зх. д. / 48.16694° пн. ш. 118.97222° зх. д. (48.166941, -118.972321).  За даними Бюро перепису населення США в 2010 році місто мало площу 0,50 км², уся площа — суходіл.

### Клімат
| Клімат : Неспелем-Ком'юніті | Клімат : Неспелем-Ком'юніті | Клімат : Неспелем-Ком'юніті | Клімат : Неспелем-Ком'юніті | Клімат : Неспелем-Ком'юніті | Клімат : Неспелем-Ком'юніті | Клімат : Неспелем-Ком'юніті | Клімат : Неспелем-Ком'юніті | Клімат : Неспелем-Ком'юніті | Клімат : Неспелем-Ком'юніті | Клімат : Неспелем-Ком'юніті | Клімат : Неспелем-Ком'юніті | Клімат : Неспелем-Ком'юніті | Клімат : Неспелем-Ком'юніті |
| Показник                    | Січ.                        | Лют.                        | Бер.                        | Квіт.                       | Трав.                       | Черв.                       | Лип.                        | Серп.                       | Вер.                        | Жовт.                       | Лист.                       | Груд.                       | Рік                         |
| Абсолютний максимум, °C     | 15,6                        | 18,9                        | 26,1                        | 33,9                        | 36,1                        | 38,3                        | 41,7                        | 43,3                        | 38,9                        | 31,1                        | 21,1                        | 14,4                        | 43,3                        |
| Середній максимум, °C       | −0,6                        | 4,0                         | 10,4                        | 16,6                        | 21,6                        | 25,9                        | 30,7                        | 30,1                        | 24,7                        | 17,1                        | 6,7                         | 1,4                         | 15,7                        |
| Середній мінімум, °C        | −9,6                        | −6,7                        | −2,7                        | 0,7                         | 4,2                         | 7,7                         | 10,2                        | 9,6                         | 5,3                         | 0,8                         | −3,3                        | −6,8                        | 0,8                         |
| Абсолютний мінімум, °C      | −36,1                       | −34,4                       | −22,2                       | −24,4                       | −8,3                        | −2,2                        | −1,1                        | −1,7                        | −8,3                        | −14,4                       | −27,8                       | −30,6                       | −36,1                       |
| Норма опадів, мм            | 34                          | 28                          | 25                          | 26                          | 29                          | 29                          | 13                          | 15                          | 20                          | 25                          | 44                          | 43                          | 330                         |
| Днів з опадами              | 9                           | 7                           | 6                           | 6                           | 7                           | 6                           | 3                           | 3                           | 5                           | 6                           | 9                           | 9                           | 76,0                        |
| --------------------------- | --------------------------- | --------------------------- | --------------------------- | --------------------------- | --------------------------- | --------------------------- | --------------------------- | --------------------------- | --------------------------- | --------------------------- | --------------------------- | --------------------------- | --------------------------- |
| Джерело:                    |                             |                             |                             |                             |                             |                             |                             |                             |                             |                             |                             |                             |                             |

## Демографія
Згідно з переписом 2010 року, у місті мешкало 236 осіб у 75 домогосподарствах у складі 53 родин. Густота населення становила 475 осіб/км².  Було 77 помешкань (155/км²).
Расовий склад населення:
| - 80,1 % — корінних американців - 10,6 % — білих - 0,4 % — чорних або афроамериканців - 0,4 % — азіатів - 1,3 % — осіб інших рас |

До двох чи більше рас належало 7,2 %. Частка іспаномовних становила 6,8 % від усіх жителів.
За віковим діапазоном населення розподілялося таким чином: 29,2 % — особи молодші 18 років, 61,9 % — особи у віці 18—64 років, 8,9 % — особи у віці 65 років та старші. Медіана віку мешканця становила 30,0 року. На 100 осіб жіночої статі у місті припадало 110,7 чоловіків;  на 100 жінок у віці від 18 років та старших — 108,7 чоловіків також старших 18 років.
Середній дохід на одне домашнє господарство  становив 41 823 долари США (медіана — 39 063), а середній дохід на одну сім'ю — 47 388 доларів (медіана — 40 833). За межею бідності перебувало 24,6 % осіб, у тому числі 11,6 % дітей у віці до 18 років та 10,5 % осіб у віці 65 років та старших.
Цивільне працевлаштоване населення становило 62 особи. Основні галузі зайнятості: публічна адміністрація — 45,2 %, освіта, охорона здоров'я та соціальна допомога — 27,4 %, роздрібна торгівля — 11,3 %, фінанси, страхування та нерухомість — 4,8 %.